# Institute for Strategic Dialogue
 (mai 2019).
 (octobre 2023).
L’Institute for Strategic Dialogue (ISD) est un laboratoire d’idées indépendant qui travaille avec des leaders du secteur public et privé ainsi que du monde médiatique et académique pour développer des réponses multilatérales aux défis sécuritaires et socio-économiques majeurs de notre temps et améliorer la capacité de l’Europe à agir de façon effective sur la scène globale.
Basé à Londres, ses activités incluent des projets de recherche, la constitution de groupes de travail spécialisés, des briefings politiques, un programme allouant des bourses d’études ainsi qu’un soutien marqué à divers réseaux transfrontaliers favorisant le leadership et la stabilité en Europe et dans son voisinage au sens large, par-delà les clivages intercommunautaires, religieux, socio-économiques et politiques.
Le fondateur et président de l’Institut est le Baron George Weidenfeld of Chelsea . Le directeur général d’ISD est Sasha Havlicek . ISD est une organisation non-gouvernementale enregistrée au Royaume-Uni.

## Historique
Les débuts de l'organisation remontent à une série de réunions annuelles organisées avec des leaders de Grande-Bretagne, de France et d’Allemagne au sein d’un réseau surnommé le « Club of Three », dans le milieu des années 1990.
En 2006, le « Club of Three » s’est engagé dans un processus de transition important avec la création de l'Institut pour le Dialogue Stratégique, créé pour servir de structure institutionnelle aux diverses ramifications du réseau, permettre d’élargir l’éventail d’activités au-delà de conférences annuelles et mettre en place des programmes de long terme dans un certain nombre de domaines liés aux défis et aux opportunités stratégiques de l'Europe.

## Mission
L'Institut pour le Dialogue Stratégique travaille en particulier sur les thématiques suivantes :
L’Europe dans le monde. Ce programme organise les séances plénières annuelles du « Club of Three », rassemblant hommes et les femmes d'influence du Royaume-Uni, de France et d'Allemagne dans les domaines de la politique, des affaires et des médias. En outre, ce programme facilite une série de conférences en cercle restreint avec des invités de marque tels que Mikhaïl Kassianov et Catherine Ashton. Enfin, le Groupe de travail sur la Turquie cherche à créer une dynamique de coopération trilatérale entre l'Union Européenne, les États-Unis et la Turquie sur une série de défis géopolitiques d'intérêt commun.
Diversité et intégration. Avec le soutien de l’Open Society Institute, ISD a mené à bien un projet étudiant l’impact des médias sociaux sur des phénomènes d'intolérance, et la manière dont les médias sociaux peuvent être utilisés pour influencer les attitudes, inspirer l'action et catalyser un changement positif. D'autres projets comprennent un partenariat avec le Centre sur la migration, la politique et la société de l'Université d'Oxford (COMPAS), qui cherche à explorer les caractéristiques et conditions de processus d’intégration réussis.
Sécurité et lutte contre l'extrémisme. ISD coordonne le « Policy Planners Network », un réseau des décideurs européens responsables des programmes de lutte contre la radicalisation et l’extrémisme dans leurs pays respectifs. Organisé en partenariat avec le ministère de la Justice suédois, ce projet paneuropéen vise à améliorer le partage d’information en ce qui concerne les meilleures façons de prévenir et de lutter contre l'extrême droite en particulier. En avril 2012, ISD a également lancé le Réseau contre l'extrémisme violent (Against Violent Extremism) en partenariat avec Google Ideas et la fondation Gen Next. Le Réseau contre l'extrémisme violent regroupe d'anciens extrémistes, des survivants d’actes extrémistes, des activistes, des décideurs et des hommes et femmes d'affaires réunis par le même but: lutter contre l'extrémisme violent. ISD a aussi développé et lancé www.counterextremism.org, une ressource en ligne pour les décideurs politiques qui travaillent sur la radicalisation et la polarisation.
Médias et inter-culturalité. ISD organise le cycle de conférences Humanitas en partenariat avec les universités de Cambridge et d'Oxford. Ce cycle de conférences aborde des thèmes majeurs dans le domaine de l’art et des sciences sociales. Parmi les invités des dernières années ont notamment figuré Eric Schmidt, Mark Thompson, Stanley Fischer, Vanessa Redgrave et Helen Clark.
ISD a également mis sur pied un programme d’échange entre journalistes européens et chinois, afin de leur permettre de visiter diverses organisations médiatiques dans leurs pays respectifs.
Éducation et leadership. Les bourses d’études Weidenfeld offrent un soutien précieux à des jeunes du monde entier en leur permettant de poursuivre des études supérieures à l'Université d'Oxford et de prendre part à un programme de développement de compétences en leadership.

## Administration
Les membres du conseil d'administration de l'Institut comprennent Mathias Döpfner, Charles Guthrie, Lord Simon of Highbury, Helena Kennedy, Roland Berger et Adair Turner.

## Financement
En 2023, Institute for Strategic Dialogue France est cité parmi les 17 associations qui ont bénéficié du fonds Marianne lancé par Marlène Schiappa après la décapitation de Samuel Paty. L'association a bénéficié d'une subvention de 80 000 euros.